# シャルレス・ディアス・デ・オリヴェイラ
シャルレス・ディアス・デ・オリヴェイラ（Charles Dias de Oliveira、1984年4月4日 - ）は、ブラジル・パラー州ベレン出身のプロサッカー選手。現役時代のポジションはFW。

## 経歴

### エイバル
2017年7月、SDエイバルにフリーで加入、単年契約を結んだ。

## タイトル
フェイレンセ
- セグンダ・ジヴィゾン・ポルトゲーザ: 2002–03

個人
- セグンダ・ディビシオン得点王: 2012–13